# Luis Álamos
Luis Alberto Álamos Luque (Chañaral, 25 de diciembre de 1923-Santiago, 26 de junio de 1983) fue un profesor normalista, futbolista y entrenador chileno.
Destacó como entrenador de los clubes Universidad de Chile y Colo-Colo, siendo el «padre del Ballet Azul y el Colo-Colo '73». Ganó con el primero la Primera División de Chile en 1959, 1962, 1964 y 1965, y obtuvo con el segundo el campeonato de 1972, el subcampeonato de la Copa Libertadores 1973, y la Copa Chile 1974. Con la selección chilena, y luego de ser ayudante técnico de Fernando Riera en el Mundial de 1962, dirigió a Chile en Inglaterra 1966 y en Alemania 1974.

## Biografía
Nacido en Chañaral, Luis Álamos realizó sus estudios superiores en la  Escuela Normal de Copiapó (en la actualidad, Universidad de Atacama), donde obtiene su título de profesor primario. Además, a lo largo de su carrera siempre se destacaría por su vocación pedagógica, siendo un verdadero maestro para los jugadores.

### Como jugador
Luego de ser visto jugando es recomendado a Luis Tirado, entonces entrenador de Universidad de Chile, quien lo incorpora al equipo universitario. Pese a desear ser un jugador hábil y con vocación de delantero, el entrenador Alejandro Scopelli lo ubica en el mediocampo, puesto que ocuparía hasta su retiro, pasando en el fútbol como un destructor.

### Como entrenador
Toma las divisiones inferiores de Universidad de Chile en 1956 y dos años más tarde es designado entrenador del primer equipo. Aprovechando a los mismos que había dirigido, Álamos formó toda una generación de jugadores azules que destacarían en el profesionalismo, teniendo como base un equipo formado en casa y que sería uno de los mejores equipos en la historia del fútbol Chileno, el equipo de Universidad de Chile que deslumbró en la década de los 60 denominado como el Ballet Azul.
Tras ganar el título de 1959 con la definición contra Colo-Colo, se transforma en protagonista del torneo nacional chileno por lapso de 10 años. Bajo la batuta de Álamos, los universitarios ganarían los títulos de 1962, 1964 y 1965, además de ser equipo base para el tercer lugar en el Mundial de Chile 1962, ocasión en que Luis Álamos era ayudante técnico de Fernando Riera. Jugadores de la época eran Leonel Sánchez, Carlos Campos, Luis Eyzaguirre y Sergio Navarro, entre otros.
En 1965 dirigió la Selección Chilena de Fútbol en el final del proceso eliminatorio que clasificaría a Chile al mundial Inglaterra 1966, donde Álamos fue el director técnico. Al final de ese año, sería exonerado de Universidad de Chile tras disputas con los dirigentes. Con la base que el formó, el cuadro laico resultó campeón en 1967 y 1969.
Tras pasar por Audax Italiano, Lota Schwager y Santiago Wanderers, su siguiente momento de gloria llegó en 1972, al tomar el mando de Colo-Colo. Con los albos, obtuvo el campeonato de ese año, el subcampeonato de la Copa Libertadores 1973 y la Copa Chile de 1974, aparte de ser la base de la Selección Chilena de Fútbol que clasificó y jugó el Alemania 1974. Álamos dirigió el proceso eliminatorio sin problemas, pero en la justa mundialista sería afectado por la diabetes, dejándolo postrado en la cama de un hospital, debiendo ausentarse algunos partidos y ser reemplazado por su ayudante Pedro Morales. Por esta diabetes, el auxiliar Hernán ''Chamullo'' Ampuero lo haría reír con su apodo Zorro de azúcar.
En Colo-Colo nuevamente se enfrentó con la dirigencia, que había desmantelado al equipo para tratar de inaugurar el estadio del club. Por tal motivo, sus últimos años en la banca los pasaría en varios clubes, como Santiago Morning, Coquimbo Unido, Unión Española y Santiago Wanderers.
Murió a causa de la diabetes el domingo 26 de junio de 1983, sobreviviéndole su viuda Arminda Rodríguez, más sus hijos Elisa, Luis y Roberto. Este último seguiría los pasos de su padre, llegando a ser entrenador de Deportes Temuco en 1997.
Actualmente en la ciudad de Chañaral se encuentra emplazado un estadio en su honor, el Estadio Luis Álamos Luque.

## Obras
- El hombre y el fútbol (1987).

## Clubes

### Como futbolista
| Club                 | País  | Año       |
| -------------------- | ----- | --------- |
| Universidad de Chile | Chile | 1946-1952 |

### Como entrenador
| Club                 | País  | Año       |
| -------------------- | ----- | --------- |
| Universidad de Chile | Chile | 1954      |
| Universidad de Chile | Chile | 1956-1966 |
| Selección de Chile   | Chile | 1962      |
| Selección de Chile   | Chile | 1965-1966 |
| Audax Italiano       | Chile | 1967-1969 |
| Lota Schwager        | Chile | 1970      |
| Santiago Wanderers   | Chile | 1971      |
| Colo-Colo            | Chile | 1972-1975 |
| Selección de Chile   | Chile | 1973-1974 |
| Santiago Morning     | Chile | 1976-1977 |
| Coquimbo Unido       | Chile | 1978      |
| Unión Española       | Chile | 1978      |
| Santiago Wanderers   | Chile | 1979      |

## Palmarés

### Como entrenador
| Título               | Club                 | País  | Año  |
| -------------------- | -------------------- | ----- | ---- |
| Primera División     | Universidad de Chile | Chile | 1959 |
| Primera División     | Universidad de Chile | Chile | 1962 |
| Primera División     | Universidad de Chile | Chile | 1964 |
| Primera División     | Universidad de Chile | Chile | 1965 |
| Primera División     | Colo-Colo            | Chile | 1972 |
| Copa Carlos Dittborn | Selección chilena    | Chile | 1973 |
| Copa Chile           | Colo-Colo            | Chile | 1974 |